# Daum
Daum (korejsky: 다음) je jihokorejský webový portál provozovaný společností Kakao. Portál byl původně vlastněný společností Daum Communications, která se ale v roce 2014 sloučila se společností Kakao Inc. a přejmenovala na Daum Kakao Co., Ltd., která se v roce 2015 přejmenovala na Kakao Corporation. Na portál se dá přihlásit přes uživatelské jméno na Kakao Mail, nebo přes Daum ID. Od října 2022 již nebude možné se přes Daum ID přihlašovat. Slovo "Daum" v korejštině znamená "Další".

## Služby
| anglický název | korejský název | spuštění                                           | popis |
| -------------- | -------------- | -------------------------------------------------- | --- |
| Daum Cafe      | 다음 카페      | 25. 5. 1999                                        | Komunitní služba, kde na základě stejných politických myšlenek, koníčků, náboženstvím, atd. vytvářejí „kavárny“, kde vytvářejí komunitu a sdílejí příběhy       |
| Daum Mail      | 다음 메일      | 7. 4. 1997                                         | Služba na posílání mailů (lze přirovnat k Gmail) |
| Kakao Mail     | 카카오 메일    | 5. 11. 2019                                        | Služba na posílání mailů (lze přirovnat k Gmail) |
| Daum News      | 다음 뉴스      | ?                                                  | Agregátor zpráv (lze přirovnat ke Zprávy Google) |
| Daum Finance   | 다음 금융      | ?                                                  | Služba, která poskytuje různé investiční informace týkající se hlavních domácích a zámořských akciových trhů a cenných papírů (lze přirovnat ke Google Finance) |
| Shopping How   | 쇼핑하우       | 12. 7. 1999                                        | agregátor nakupování (lze přirovnat k Heureka.cz) |
| Kakao Webtoon  | 카카오웹툰     | 2003 (jako Daum Webtoon) 2021 (jako Kakao Webtoon) | Prohlížeč webtoonů (digitální manhwy) |
| Brunch         | 브런치         | ?                                                  | Služby na psaní blogů |
| Daum Blog      | 다음블로그     | 16. 2. 2005 - 30. 9. 2022                          | Služby na psaní blogů |
| Tistory        | 티스토리       | 25. 5. 2006                                        | Služby na psaní blogů |
| Daum dic       | 다음 사전      | 19. 1. 2014                                        | Slovník |

## Historie
Bývalá Daum Communications Corporation (korejsky: ㈜다음커뮤니케이션) byla založena v roce 1994 Pak Kon-huim a I Če-ungem. Stejnojmenný portál spustila v květnu 2017 a tak se stala prvním jihokorejským webem. (Naver byl spuštěn v roce 1999, Nate v roce 2001 a Google se na jihokorejský trh dostal v roce 2006.)
Od roku 2003 zahájil Daum přímé online pojištění automobilů spuštěním dceřiné společnosti „Daum Direct Auto Insurance“ a od roku 2008 se stal partnerskou společností s pojišťovací skupinou ERGO.
2. srpna 2004 Daum oznámil koupi Lycosu za 95,4 milionů $ a transakci uzavřel 6. října. V rámci restrukturalizace společnosti, Daum prodal Lycos za 36 milionů $ v srpnu 2010 společnosti Ybrant Digital, internetové marketingové společnosti se sídlem v Hajdarábádu v Indii.
V roce 2006 založili blogovací službu Tistory se společností Tatter and Company, která vyvíjela platformu pro blogování, a v červenci 2007 Daum převzal všechna práva na správu služeb.
Daum má k březnu 2009 přibližně 874 zaměstnanců a je druhým největším poskytovatelem služeb webového portálu v Jižní Koreji, pokud jde o denní návštěvnost.